# Коста, Эрминио
Эрминио Коста (9 марта 1924, Кальяри, Италия — 28 ноября 2009, Чеви Чейз, штат Мэриленд, США) — видный нейробиолог, стоявший у истоков исследования роли серотонина в мозге, влияния бензодиазепиновых анксиолитиков на ГАМКергическую нейрональную активность, изменений ГАМКергической системы при шизофрении и биполярном расстройстве. 
Карьера Эрминио Коста в нейробиологии длилась более 60 лет, за это время он стал автором и соавтором более тысячи статей. Коста с соратниками исследовали возможные эпигенетические механизмы шизофрении, связанные с обнаруживаемым посмертно снижением экспрессии рилина и GAD67 в мозге пациентов.

## Книги
- Advances in Biochemical Psychopharmacology (1969)
- Biochemistry and Pharmacology of the Basal Ganglia (1966)
- Biochemistry of Simple Neuronal Models (1970)
- Neurosteroids and Brain Function (1991)
- The Endorphins — Vol. 18  (1985)
- Costa, E. The Benzodiazepines: from molecular biology to clinical practice (англ.). — New York: Raven Press[англ.], 1983. — ISBN 0-89004-885-1.
- "An Early Attempt to Foster Neuroscience Globalization: An Autobiography" (Good Life Press, 2003); автобиография